# Christian Eichner
Christian Eichner (Sinsheim, 24 november 1982) is een Duits voetballer. Hij speelt als verdediger voor het Duitse 1. FC Köln.

## Cluboverzicht
| Seizoen  | Club                | Competitie    | Weds | Goals |
| -------- | ------------------- | ------------- | ---- | ----- |
| 2005-'06 | Karlsruher SC       | 2. Bundesliga | 34   | 0     |
| 2006-'07 | Karlsruher SC       | 2. Bundesliga | 30   | 0     |
| 2007-'08 | Karlsruher SC       | Bundesliga    | 33   | 2     |
| 2008-'09 | Karlsruher SC       | Bundesliga    | 31   | 1     |
| 2009-'10 | TSG 1899 Hoffenheim | Bundesliga    | 25   | 1     |
| 2010-'11 | TSG 1899 Hoffenheim | Bundesliga    | 4    | 0     |
| 2010-'11 | 1. FC Köln          | Bundesliga    | 17   | 0     |
|          |                     | Totaal        | 174  | 4     |

## Erelijst
Karlsruher SC
- 2. Bundesliga

2007